# Salamon-szigeteki csupaszhátú repülőkutya
A Salamon-szigeteki csupaszhátú repülőkutya (Dobsonia inermis) az emlősök (Mammalia) osztályának a denevérek (Chiroptera) rendjéhez, ezen belül a nagydenevérek (Megachiroptera) alrendjéhez és a repülőkutyafélék (Pteropodidae) családjához tartozó faj.

## Elterjedése, élőhelye
Pápua Új-Guinea és a Salamon-szigetek területén honos. Természetes élőhelye a szubtrópusi és trópusi erdők meg barlangok.

## Külső hivatkozás
- Képek interneten a fajról